# Вістарино
Вістарино (італ. Vistarino) — муніципалітет в Італії, у регіоні Ломбардія,  провінція Павія.
Вістарино розташоване на відстані близько 450 км на північний захід від Рима, 31 км на південь від Мілана, 14 км на схід від Павії.
Населення — 1580 осіб (2014).

## Демографія
Населення за роками:

Станом на 1 січня 2023 року в муніципалітеті офіційно проживав 231 іноземець з 26 країн, серед них 144 громадяни країн Євросоюзу та 1 громадянин України.

## Сусідні муніципалітети
- Альбуццано
- Коп'яно
- Кура-Карпіньяно
- Філігера
- Магерно
- Марцано
- Ронкаро
- Торре-д'Арезе